# Dornier Do 235
O Dornier Do 235 foi um projecto da Dornier para um bombardeiro pesado quadrimotor para a Luftwaffe, durante a Segunda Guerra Mundial.